# Power Macintosh 6400
 (janvier 2021).
Si vous disposez d'ouvrages ou d'articles de référence ou si vous connaissez des sites web de qualité traitant du thème abordé ici, merci de compléter l'article en donnant les références utiles à sa vérifiabilité et en les liant à la section « Notes et références ».
Le Power Macintosh 6400, aussi vendu sous le nom Performa 6400, est un ordinateur commercialisé par Apple. Il s'agit d'un changement radical dans la stratégie de la marque : c'est le premier Power Macintosh à viser le marché de milieu de gamme grand public. Il est dans un nouveau boîtier au format tour et utilise un puissant processeur à l'époque, le PowerPC 603e cadencé à 180 ou 200 MHz. Il est doté d'un système audio surround (un subwoofer est intégré au boîtier), un modem 28,8 kbit/s et un gros disque dur (1,6 ou 2,4 Go selon le modèle). Il est remplacé en 1997 par le Power Macintosh 6500.
Le Performa 6400/200 VEE (Video Editing Edition) intègre 32 Mio de mémoire vive, une carte de capture vidéo Avid, des entrées/sorties vidéo supplémentaires et des logiciels de montage vidéo.

## Caractéristiques
- processeur : PowerPC 603e 32 bit cadencé à 180 ou 200 MHz
- bus système 64 bit à 40 MHz
- mémoire morte : 4 Mio
- mémoire vive : 16 ou 32 Mio, extensible à 136 Mio
- mémoire cache de niveau 1 : 32 Kio
- mémoire cache de niveau 2 : 256 Kio sauf pour le Performa 6400/180
- disque dur IDE de 1,6 Go (Performa 6400/180) ou 2,4 Go (Performa 6400/200 et Power Mac 6400/200)
- lecteur de disquette 1,44 Mo 3,5"
- lecteur CD-ROM 8x
- modem interne 28,8 kbit/s
- mémoire vidéo : 1 Mio de DRAM (mémoire vive dédiée)
- résolutions supportées :
  - 640 × 480 en 16 bits (milliers de couleur)
  - 800 × 600 en 16 bits (milliers de couleur)
  - 832 × 624 en 8 bits (256 couleurs)
  - 1 024 × 768 en 8 bits (256 couleurs)
- slots d'extension :
  - 2 slots d'extension PCI
  - 1 slot comm II
  - 1 slot entrée vidéo ou tuner TV
  - 2 connecteurs mémoire de type DIMM 168 broches (vitesse minimale : 70 ns)
  - 1 baie 5,25" externe libre
- connectique :
  - 1 port SCSI (DB-25)
  - 2 ports Geoports
  - 1 port ADB
  - sortie vidéo DB-15
  - sortie audio : stéréo 16 bit
  - entrée audio : stéréo 16 bit
- haut-parleur mono et subwoofer intégré
- dimensions : 40,6 × 19,8 × 42,9 cm
- poids : 20,2 kg
- alimentation : 220 W
- systèmes supportés : Système 7.5.3 à Mac OS 9.1